# Liste der Kulturdenkmäler in Westernohe
In der Liste der Kulturdenkmäler in Westernohe sind alle Kulturdenkmäler der rheinland-pfälzischen Ortsgemeinde Westernohe aufgeführt. Grundlage ist die Denkmalliste des Landes Rheinland-Pfalz (Stand: 21. Dezember 2021).

## Denkmalzonen
| Bezeichnung             | Lage                               | Baujahr         | Beschreibung | Bild            |
| ----------------------- | ---------------------------------- | --------------- | --- | --------------- |
| Denkmalzone Hauptstraße | Hauptstraße 31, 33, 35 und 37 Lage | 18. Jahrhundert | Gruppe aus vier einen Hof umschließenden Gehöften, die Wohnhäuser von Nr. 31 und 35 aus dem 18. Jahrhundert, die übrigen Bauten aus dem 19. Jahrhundert | Fotos hochladen |

## Einzeldenkmäler
| Bezeichnung      | Lage                                | Baujahr                            | Beschreibung                                                                     | Bild                           |
| ---------------- | ----------------------------------- | ---------------------------------- | -------------------------------------------------------------------------------- | ------------------------------ |
| Brunnen          | Hauptstraße, bei Nr. 18 Lage        | zweite Hälfte des 19. Jahrhunderts | gusseiserner Laufbrunnen, zweite Hälfte des 19. Jahrhunderts                     | weitere Bilder Fotos hochladen |
| Wohnhaus         | Hauptstraße 34 Lage                 | erste Hälfte des 18. Jahrhunderts  | Fachwerkhaus mit Niederlass, teilweise massiv, erste Hälfte des 18. Jahrhunderts | Fotos hochladen                |
| Quereinhaus      | In der Stark 2 Lage                 |                                    | verputztes Fachwerk-Quereinhaus                                                  | Fotos hochladen                |
| Quereinhaus      | Waldstraße 14 Lage                  | erste Hälfte des 19. Jahrhunderts  | Quereinhaus, Fachwerk, teilweise massiv, erste Hälfte des 19. Jahrhunderts       | Fotos hochladen                |
| Heiligenhäuschen | südlich des Ortes an der L 298 Lage | 1770                               | Heiligenhäuschen, bezeichnet 1770                                                | weitere Bilder Fotos hochladen |